# Arthur Fagen
Arthur Fagen (Nueva York, 1951) es un director de orquesta estadounidense.
Estudió dirección con Laszlo Halasz. Continuó su formación en el Instituto Curtis con Max Rudolf, y más tarde en el Mozarteum de Salzburgo con Hans Swarowsky. Después fue nombrado director asistente de Christoph von Dohnanyi en la Ópera de Frankfurt y de James Levine en la Metropolitan Opera.
En la década de 1990 dirigió las sinfonías y conciertos de piano de Bohuslav Martinů.
Fue nombrado director principal de la Orquesta Filarmónica de Dortmund de 2002 a 2007. A partir de 2010, ha sido director musical de la Ópera de Atlanta. Es profesor de la Jacobs School of Music de la Universidad de Indiana.